# Richard Howard
Pour les articles homonymes, voir Richard Howard (homonymie).
Richard Howard, né le 13 octobre 1929 à Cleveland (Ohio) et mort le 31 mars 2022 à Manhattan (New York), est un poète, critique littéraire, essayiste et traducteur américain. Il est professeur de lettres à l'université Columbia de New York où il a aussi reçu sa formation.

## Biographie
Après des études de lettres françaises à la faculté des lettres de Paris en 1952 et 1953, Richard Howard fait un bref début de carrière comme lexicographe. Très vite, son attention se tourne vers la poésie et la critique poétique et il remporte le prix Pulitzer de poésie en 1969 pour son recueil Sujets sans titre (Untitled Subjects), une collection de lettres et de monologues imaginaires de personnalités historiques du XIXe siècle. Howard a le plus souvent utilisé pour composer ses poèmes la technique de versification quantitative. 
Il se voit attribuer le prix de traduction PEN (PEN/Book-of-the-Month Club Translation Prize) en 1976 pour sa traduction du Précis de décomposition de Cioran (sous le titre : A Short History of Decay) et l'American Book Award pour sa traduction de 1983 des Fleurs du mal de Baudelaire.
Richard Howard a été longtemps éditeur de poésie dans la revue The Paris Review et a été en outre rédacteur en chef de la section poésie  de la revue The Western Humanities Review. En plus de son prix Pulitzer, il a reçu le prix littéraire de l'Académie américaine des Arts et des Lettres (American Academy of Arts and Letters litterary Award) et un Prix MacArthur. Ancien chancelier de l'Académie des poètes américains (Academy of American Poets), il enseigne la pratique de l'écriture à la Columbia University School of the Arts. Il a été  auparavant professeur de littérature comparée à l'université de Cincinnati  puis professeur d'anglais à l'université de Houston. Il a assumé les fonctions de poète lauréat de l'État de New York de 1994 à 1997. 
En 1982, Richard Howard est fait chevalier de l'ordre national du Mérite par le gouvernement français.

## Œuvres

### Poésie
- Quantities (1962)
- Damages (1967)
- Untitled Subjects (1969)
- Findings 1971
- Two-Part Inventions (1974)
- Fellow Feelings (1976)
- Misgivings (1979)
- Lining Up (1984)
- No Traveller (1989)
- Selected Poems (1991)
- Like Most Revelations (1994)
- Trappings (1999) - Prix Lambda Literary
- Talking Cures (2002)
- Fallacies of Wonder (2003)
- Inner Voices (sélection de poèmes), 2004
- The Silent Treatment (2005)
- Without Saying (2008)

### Essais critiques
- Alone With America: Essays on the Art of Poetry in the United States Since 1950 (1969)
- Preferences: 51 American Poets Choose Poems From Their Own Work and From the Past (1974)
- Travel Writing of Henry James (essai) (1994)
- Paper Trail: Selected Prose 1965-2003 (2004)

### Principales traductions (du français vers l'anglais)
- Les Fleurs du mal de Charles Baudelaire
- La Guerre en Algérie de Jules Roy
- Camera Lucida et plusieurs autres œuvres de Roland Barthes
- Simone de Beauvoir
- Nadja d'André Breton
- Tricks de Renaud Camus
- Emil Cioran
- Michel Foucault
- Charles de Gaulle
- André Gide
- Jean Giraudoux
- Serres chaudes de Maurice Maeterlinck
- Alain Robbe-Grillet
- Claude Simon
- la Chartreuse de Parme de Stendhal
- Les Stars d'Edgar Morin
- La Mort heureuse d'Albert Camus
- Histoire du surréalisme de Maurice Nadeau
- Le Petit Prince d'Antoine de Saint-Exupéry
- Paris au XXe siècle de Jules Verne